# Faz Um
Faz Um é uma canção composta por Carlinhos Brown e Alain Tavares, sendo originalmente gravada por Claudia Leitte e lançada como segundo single promocional do álbum As Máscaras. Foi trabalhada durante a temporada da Copa do Mundo FIFA 2010. Leitte regravou a canção no álbum Axemusic - Ao Vivo, lançado pela Som Livre. Esta última versão foi trabalhada indiretamente pela gravadora durante a Copa do Mundo FIFA 2014, chegando a incluir a canção na compilação "É Festa Brasil". "Faz Um" fala sobre o prazer de torcer pelo futebol brasileiro. A canção recebeu críticas positivas, sendo definida por Mauro Ferreira como uma "composição vibrante que entra em campo para animar a torcida em época de Copa".. A canção também é conhecida popularmente como "Futeboleiro".
Carlinhos Brown gravou a canção para o seu álbum "Vibraaasil Beats Celebration", lançado em 12 de junho de 2014. Brown apresentou a canção em programas de televisão e no comercial das eleições de 2014.